# Cacia imogenae
Cacia imogenae là một loài bọ cánh cứng trong họ Cerambycidae.